# أوفي (مغني)
أوفيدو غوزمان (ولد في كوبا في 25 فبراير 1997)، المعروف باسمه المسرحي باسم أوفي، هو مغني راب وكاتب أغاني كوبي في نوع الكوريدو والريغيتون والتراب اللاتيني.  